# Bresjnevdoktrinen
Bresjnevdoktrinen var en del af Sovjetunionens udenrigspolitik. Doktrinen blev første gang lanceret af S. Kovalev den 26. september 1968 i en artikel i Pravda under overskriften "Suverænitet og de socialistiske landes internationale forpligtelser". Leonid Bresjnev bekræftede doktrinen ved en tale ved Polens forenede arbejderpartis 5. Kongres den 13. november 1968 med ordene:
"Når indre og ydre kræfter, som er fjendtlige over for socialismen, forsøger at dreje udviklingen i et socialistisk land tilbage for at genindføre et kapitalistisk system... er dette ikke længere udelukkende et anliggende for folket i dette land, det er også et fælles problem, der angår alle socialistiske lande".
Doktrinen blev formuleret efter, at Sovjetunionen ved sin invasion i 1968 havde knust Foråret i Prag og andre sovjetiske invasioner, herunder invasionen i Ungarn i 1956 og nedkæmpelsen af opstanden i Berlin i 1953.
Bresjnevdoktrinen blev i 1989 afløst af Sinatradoktrinen, som var det navn Michail Gorbatjov spøgende brugte om den nye politik, der tillod Warszawapagtens medlemmer at bestemme deres egen politik.